# Lepidostromatales
Lepidostromatales là một bộ nấm trong lớp Agaricomycetes. 

## Phân bố
Bộ nấm này phân bố ở vùng nhiệt đới của châu Phi và châu Mỹ.